# Glabrilaria corbula
Glabrilaria corbula is een mosdiertjessoort uit de familie van de Cribrilinidae. De wetenschappelijke naam van de soort is, als 
Puellina corbula, voor het eerst geldig gepubliceerd in 1987 door Bishop & Househam.